# Liste der Kulturdenkmäler in Darmstadt/Darmstadt Mitte
Die folgende Liste enthält die in der Denkmaltopographie ausgewiesenen Kulturdenkmäler auf dem Gebiet  der  Stadt Darmstadt, Hessen.
Hinweis: Die Reihenfolge der Denkmäler in dieser Liste orientiert sich zunächst an Stadtteilen und anschließend der Anschrift, alternativ ist sie auch nach der Bezeichnung, der vom Landesamt für Denkmalpflege vergebenen Nummer oder der Bauzeit sortierbar.
Kulturdenkmäler werden fortlaufend im Denkmalverzeichnis des Landes Hessen durch das Landesamt für Denkmalpflege Hessen auf Basis des Hessischen Denkmalschutzgesetzes (HDSchG) geführt. Die Schutzwürdigkeit eines Kulturdenkmals hängt nicht von der Eintragung in das Denkmalverzeichnis des Landes Hessen oder der Veröffentlichung in der Denkmaltopographie ab.

Diese Teilliste umfasst die Kulturdenkmäler im Stadtbereich Darmstadt-Mitte.

## Kulturdenkmäler nach Stadtbereichen

### Darmstadt-Mitte

#### Altstadt
| Bild                                                                      | Bezeichnung                                                               | Lage | Beschreibung | Bauzeit                                           | Objekt-Nr. |
| ------------------------------------------------------------------------- | ------------------------------------------------------------------------- | --- | --- | ------------------------------------------------- | ---------- |
| weitere Bilder                                                            | Futtermauer mit Pavillon                                                  | Alexanderstraße LageFlur: 1, Flurstück: 1972/5 | |                                                   | 8520 DDB   |
| weitere Bilder                                                            | Gesamtanlage Technische Hochschule                                        | Alexanderstraße 2–10 (grd.), Hochschulstraße 1, 2, 3, 4, 4a, 6, 6a, 8, 10, 12, 14, Magdalenenstraße 2, 4, 6, 12 Lage                                   | |                                                   | 8599 DDB   |
| Otto-Berndt-Halle, Innenraum                                              | Otto-Berndt-Halle, Innenraum                                              | Alexanderstraße 4 LageFlur: 3, Flurstück: 5/12 | |                                                   | 8521 DDB   |
| weitere Bilder                                                            | Ehemalige Infanteriekaserne                                               | Alexanderstraße 6, 8 LageFlur: 3, Flurstück: 5/12 | |                                                   | 8522 DDB   |
| Stadtmauer, zwei Teilstücke                                               | Stadtmauer, zwei Teilstücke                                               | Alexanderstraße 21, 23 LageFlur: 1, Flurstück: 304, 305/2                                                                                              | |                                                   | 8519 DDB   |
| Gesamtanlage Alte Vorstadt                                                | Gesamtanlage Alte Vorstadt                                                | Alexanderstraße 23–35 (ungrd.), Magdalenenstraße 3–29 (ungrd.) LageFlur: 1, 2, Flurstück:                                                              | |                                                   | 8523 DDB   |
| Stadtmauer                                                                | Stadtmauer                                                                | Alexanderstraße 25–35 (ungrd.) (bei Erich-Ollenhauser-Promenade) LageFlur: 1, Flurstück:                                                               | |                                                   | 8523 DDB   |
| Alexanderstraße 21-2                                                      | Wohn- und Geschäftshaus                                                   | Alexanderstraße 23 LageFlur: 1, Flurstück: 305/2 | |                                                   | 8524 DDB   |
| Alexanderstraße 25                                                        | Wohn- und Geschäftshaus                                                   | Alexanderstraße 25 LageFlur: 1, Flurstück: 306/1 | |                                                   | 8525 DDB   |
| weitere Bilder                                                            | Wohn- und Geschäftshaus                                                   | Alexanderstraße 27, ehemals Ballonplatz 4 LageFlur: 1, Flurstück: 309/1                                                                                | |                                                   | 8526 DDB   |
| Alexanderstraße 29                                                        | Wohn- und Geschäftshaus                                                   | Alexanderstraße 29, ehemals Ballonplatz 5 LageFlur: 1, Flurstück: 310                                                                                  | |                                                   | 8527 DDB   |
| weitere Bilder                                                            | Wohn- und Geschäftshaus                                                   | Alexanderstraße 31, ehemals Ballonplatz 6 LageFlur: 1, Flurstück: 313                                                                                  | |                                                   | 8533 DDB   |
| Nebengebäude                                                              | Nebengebäude                                                              | Alexanderstraße 31a LageFlur: 1, Flurstück: 313 | |                                                   | 8533 DDB   |
| Alexanderstraße 33                                                        | Gasthof                                                                   | Alexanderstraße 33, ehemals Ballonplatz 7 LageFlur: 1, Flurstück: 314                                                                                  | |                                                   | 8529 DDB   |
| weitere Bilder                                                            | Ehemaliger Jagdhof                                                        | Alexanderstraße 35 LageFlur: 1, Flurstück: 315/6 | |                                                   | 8530 DDB   |
| Denkmalgeschütztes Wohnhaus mit Flötenspieler an der Nordwand             | Mietwohngebäude                                                           | Am Kleinen Woog 6, Woogsplatz 6 LageFlur: 1, Flurstück: 540/3                                                                                          | | 1952                                              | 926080 DDB |
| weitere Bilder                                                            | Löwenbrunnen                                                              | An der Stadtkirche LageFlur: 1, Flurstück: 2/17 | Laufbrunnen, ruhender Löwe von Franz Harres 1835 in Rom modelliert, auf Sockel mit metallenen wasserspeienden Löwen, auf drei Seite Schalen als Wasserauffang. |                                                   | 8534 DDB   |
| Torbogen                                                                  | Torbogen                                                                  | An der Stadtkirche (bei Kirchstraße 11–17) LageFlur: 1, Flurstück: 2/17                                                                                | 1906 von August Buxbaum zwischen evangelischer Stadtkirche und dem 1899 von Karl Hofmann entworfenen Haus Elgert (Kirchstraße 17, 19) errichtet. | 1906                                              | 8560 DDB   |
| Gesamtanlage Große Bachgasse, Döngesborngasse, Pädagogstraße, Kirchstraße | Gesamtanlage Große Bachgasse, Döngesborngasse, Pädagogstraße, Kirchstraße | Döngesborngasse 2, Große Bachgasse 1, 3, 5, 7, Kirchstraße 12, 14, 16, Pädagogstraße 2, 4 LageFlur: 1, Flurstück: 475/2, 494/1, 498/1, 500/2           | Wohnhausgruppe |                                                   | 926076 DDB |
| Denkmalgeschützter Kiosk auf dem Ernst-Ludwigs-Platz in Darmstadt         | Kiosk                                                                     | Ernst-Ludwigs-Platz LageFlur: 1, Flurstück: 1941/2 | | 1954                                              | 926589 DDB |
| weitere Bilder                                                            | Weißer Turm                                                               | Ernst-Ludwigs-Platz 3 LageFlur: 1, Flurstück: 70 | Ehemaliger Wehrturm, westlicher Eckpunkt der ersten Stadtmauer, ab 1704 Glockenturm. | 14. Jh.                                           | 8535 DDB   |
| Bild gesucht BW                                                           | Tunnelrest an der Stadtmauer                                              | Fraunhoferstraße 5 (Verl. Erich-Ollenhauer-Promenade) LageFlur: 1, Flurstück: 197/15                                                                   | |                                                   | 926103 DDB |
| weitere Bilder                                                            | Reiterdenkmal                                                             | Friedensplatz LageFlur: 1, Flurstück: 1944/3 | Reiterdenkmal für Großherzog Ludwig IV., erbaut von Fritz Schaper. | 1898                                              | 8537 DDB   |
| weitere Bilder                                                            | Leibgardistendenkmal                                                      | Friedensplatz LageFlur: 1, Flurstück: 1943/4, 72/1 | Leibgardistendenkmal zur Erinnerung an die Gefallenen und Vermissten des Leibgarde-Infanterie-Regiment (1. Großherzoglich Hessisches) Nr. 115. | 1928                                              | 8536 DDB   |
| weitere Bilder                                                            | Hessisches Landesmuseum                                                   | Friedensplatz 1 LageFlur: 3, Flurstück: 25/4 | | 1902                                              | 8539 DDB   |
| Langes Bäuche                                                             | Langes Bäuche                                                             | Friedensplatz 10 LageFlur: 4, Flurstück: 360/6 | Barockes Gebäude, ca. 1730, ehemaliger Pferdestall für die Pferde von Landgraf Ernst Ludwig; im Zweiten Weltkrieg wurde das Gebäude zerstört, in den Jahren 1959/60 wurde das Langes Bäuche, unter Verwendung einiger alter Werkstücke neu aufgebaut.                    | ca. 1730; 1959/60 neu aufgebaut                   | 8542 DDB   |
| weitere Bilder                                                            | Niebergall-Brunnen                                                        | Große Bachgasse LageFlur: 1, Flurstück: 1998/8 | Brunnen mit Säule von Well Habicht, 1930, quadratische Steinsäule mit Niebergall-Relief sowie Figuren aus seinem literarischen Werk im oberen Teil der Säule. Rundes Tischwasserbecken; Tiertränke an der Rückseite. Wasserspeier aus Metall als Tierkopf ausgearbeitet. | 1930                                              | 8541 DDB   |
| Justus-Liebig-Haus                                                        | Justus-Liebig-Haus                                                        | Große Bachgasse 2, 2a LageFlur: 1, Flurstück: 464/2 | | 1964                                              | 926079 DDB |
| weitere Bilder                                                            | Herrngarten                                                               | Herrngarten, Schlossgarten, Schleiermacherstraße 29, Karolinenplatz 3, Friedensplatz 1 LageFlur: 3, Flurstück: 24/3, 25/4, 5/11, 74/11–14, 74/9        | |                                                   | 8543 DDB   |
| weitere Bilder                                                            | Altes Hauptgebäude der Technischen Hochschule                             | Hochschulstraße 1 LageFlur: 3, Flurstück: 5/12 | | 1893–95                                           | 8545 DDB   |
| Denkmalgeschütztes Gebäude in Darmstadt, Hochschulstraße 2                | Institutsgebäude der Technischen Hochschule                               | Hochschulstraße 2–6 (grd.) LageFlur: 3, Flurstück: 77/4                                                                                                | |                                                   | 8546 DDB   |
| weitere Bilder                                                            | Erweiterungsgebäude der Technischen Hochschule                            | Hochschulstraße 3 LageFlur: 3, Flurstück: 5/12 | | 1905–08                                           | 8547 DDB   |
| weitere Bilder                                                            | Institutsgebäude der Technischen Hochschule                               | Hochschulstraße 4 LageFlur: 3, Flurstück: 77/4 | |                                                   | 8546 DDB   |
| weitere Bilder                                                            | Institutsgebäude der Technischen Hochschule                               | Hochschulstraße 6 LageFlur: 3, Flurstück: 77/4 | |                                                   | 8546 DDB   |
| Physik-Hörsaalgebäude                                                     | Physik-Hörsaalgebäude                                                     | Hochschulstraße 6 LageFlur: 3, Flurstück: 77/4 | | 1904                                              | 926099 DDB |
| Bild gesucht BW                                                           | Wandbild von Bernd Krimmel                                                | Hochschulstraße 8 LageFlur: 3, Flurstück: 77/4 | |                                                   | 926100 DDB |
| Vorbau des Robert-Piloty-Bau, links                                       | Vorbauten des Robert-Piloty-Bau                                           | Hochschulstraße 10 LageFlur: 3, Flurstück: 77/4 | |                                                   | 950328 DDB |
| Institutsgebäude                                                          | Institutsgebäude                                                          | Hochschulstraße 14 LageFlur: 3, Flurstück: 77/4 | | 1959/60                                           | 926098 DDB |
| HEAG-Halle                                                                | HEAG-Halle                                                                | Im Carree 4 LageFlur: 4, Flurstück: 391/7 | |                                                   | 8564 DDB   |
| weitere Bilder                                                            | HEAG-Halle                                                                | Im Carree 5 LageFlur: 4, Flurstück: 391/6 | |                                                   | 8564 DDB   |
| weitere Bilder                                                            | Mahnmal, ehemalige Stadtkapelle                                           | Kapellplatz LageFlur: 1, Flurstück: 864 | |                                                   | 8550 DDB   |
| Kapellplatz                                                               | Kapellplatz                                                               | Kapellplatz LageFlur: 1, Flurstück: 2040/1, 864 | |                                                   | 8548 DDB   |
| weitere Bilder                                                            | Hinkelstein                                                               | Kaplaneigasse LageFlur: 1, Flurstück: 544/13 | |                                                   | 8551 DDB   |
| Stadtmauer                                                                | Stadtmauer                                                                | Kaplaneigasse (angrenzend an Mercksplatz 1) LageFlur: 1, Flurstück: 406/5, 584/7                                                                       | Teilstück nördlich der Lindenhofstraße der ersten Darmstädter Stadtmauer aus dem 14. Jh. |                                                   |            |
| Stadtmauer                                                                | Stadtmauer                                                                | Kaplaneigasse LageFlur: 1, Flurstück: 544/13 | Teilstück südlich der Lindenhofstraße der ersten Darmstädter Stadtmauer aus dem 14. Jh. mit Zwingeranlage. |                                                   | 8552 DDB   |
| Rest eines Halbschalenturms                                               | Rest eines Halbschalenturms                                               | Kaplaneigasse LageFlur: 1, Flurstück: 544/13 | Zwingerturm der ersten Darmstädter Stadtmauer aus dem 14. Jh. |                                                   | 8552 DDB   |
| weitere Bilder                                                            | Hinkelsturm                                                               | Kaplaneigasse LageFlur: 1, Flurstück: 544/13 | Mauerturm der ersten Darmstädter Stadtmauer aus dem 14. Jh. |                                                   | 8552 DDB   |
| Kanzlerbrunnen                                                            | Kanzlerbrunnen                                                            | Kaplaneigasse LageFlur: 1, Flurstück: 544/13 | | 1860                                              | 8556 DDB   |
| weitere Bilder                                                            | Ehemaliges Hoftheater, sogenannter Mollerbau                              | Karolinenplatz 3 LageFlur: 3, Flurstück: 24/3 | |                                                   | 8555 DDB   |
| Gedenktafel                                                               | Gedenktafel                                                               | Karolinenplatz 5 LageFlur: 3, Flurstück: 5/12 | |                                                   | 8557 DDB   |
| Kunst am Hörsaalgebäude                                                   | Kunst am Hörsaalgebäude                                                   | Karolinenplatz 5 LageFlur: 3, Flurstück: 5/12, 5/17, 5/18, 5/19                                                                                        | |                                                   | 926106 DDB |
| Bockshaut Hotel und Gastronomie                                           | Bockshaut Hotel und Gastronomie                                           | Kirchstraße 7, An der Stadtkirche LageFlur: 1, Flurstück: 17/4, 2/13                                                                                   | |                                                   | 926077 DDB |
| weitere Bilder                                                            | Evangelische Stadtkirche                                                  | Kirchstraße 11 LageFlur: 1, Flurstück: 1 | |                                                   | 8559 DDB   |
| weitere Bilder                                                            | Gesamtanlage Landgraf-Georg-Straße                                        | Landgraf-Georg-Straße 5–19 (ungrd.), Kaplaneigasse 10 Lage                                                                                             | |                                                   | 8562 DDB   |
| Bild gesucht BW                                                           | Technische Universität Darmstadt, Elektrotechnik                          | Gesamtanlage Landgraf-Georg-Straße 2, 4, 6 LageFlur: 1, Flurstück: 197/25                                                                              | |                                                   | 926591 DDB |
| Hörsaalgebäude                                                            | Hörsaalgebäude                                                            | Landgraf-Georg-Straße 2 LageFlur: 1, Flurstück: 197/25                                                                                                 | |                                                   | 924300 DDB |
| Versuchshallen Elektrotechnik                                             | Versuchshallen Elektrotechnik                                             | Landgraf-Georg-Straße 6 LageFlur: 1, Flurstück: 197/25                                                                                                 | |                                                   | 8563 DDB   |
| Gebäudekeller mit Toranlage                                               | Gebäudekeller mit Toranlage                                               | Magdalenenstraße 3, ehemals Ballonplatz 10 LageFlur: 2, Flurstück: 1503/5                                                                              | |                                                   | 8568 DDB   |
| Bild gesucht BW                                                           | Maschinenbauinstitut                                                      | Magdalenenstraße 4 LageFlur: 3, Flurstück: 5/12 | | 1957/59                                           | 926097 DDB |
| Wohn- und Geschäftshaus                                                   | Wohn- und Geschäftshaus                                                   | Magdalenenstraße 5, ehemals Ballonplatz 11 LageFlur: 2, Flurstück: 1501/2                                                                              | |                                                   | 8569 DDB   |
| Maschinenbauhalle                                                         | Maschinenbauhalle                                                         | Magdalenenstraße 6 LageFlur: 3, Flurstück: 5/12 | |                                                   | 8570 DDB   |
| Wohn- und Geschäftshaus                                                   | Wohn- und Geschäftshaus                                                   | Magdalenenstraße 7 LageFlur: 2, Flurstück: 1500/2 | |                                                   | 8571 DDB   |
| weitere Bilder                                                            | Kraftwerk der Technischen Hochschule                                      | Magdalenenstraße 12 LageFlur: 3, Flurstück: 5/12 | Historisierende Fassadengestaltung mit Bezug auf die gegenüberliegenden Bürgerhäuser der Alten Vorstadt, Architekt Professor Georg Wickop, 1904. | 1904                                              | 8572 DDB   |
| Bild gesucht BW                                                           | Mauer der alten Vorstadt                                                  | Magdalenenstraße 13–29 (ungrd.), Mauerstraße 34 LageFlur: 2, Flurstück: 1459, 1467, 1468, 1469/1, 1472/1, 1472/2, 1473/2, 1474, 1476/2, 1476/3, 1497/1 | |                                                   | 8567 DDB   |
| Mauerstraße 6-8, Stadtmauerreste                                          | Mauer der alten Vorstadt                                                  | Mauerstraße 6, 8 LageFlur: 2, Flurstück: 1503/4, 1505, 1506                                                                                            | |                                                   | 8567 DDB   |
| Wohnhaus                                                                  | Wohnhaus                                                                  | Magdalenenstraße 13 LageFlur: 2, Flurstück: 1497/1 | |                                                   | 8574 DDB   |
| Wohnhaus                                                                  | Wohnhaus                                                                  | Magdalenenstraße 15 LageFlur: 2, Flurstück: 1476/2 | |                                                   | 8575 DDB   |
| Wohnhaus                                                                  | Wohnhaus                                                                  | Magdalenenstraße 17 LageFlur: 2, Flurstück: 1474 | |                                                   | 8576 DDB   |
| Wohnhaus                                                                  | Wohnhaus                                                                  | Magdalenenstraße 19 LageFlur: 2, Flurstück: 1473/2 | |                                                   | 8577 DDB   |
| Wohnhaus                                                                  | Wohnhaus                                                                  | Magdalenenstraße 21 LageFlur: 2, Flurstück: 1472/2 | |                                                   | 8578 DDB   |
| Ehemalige Hofreite, Vorderhaus                                            | Ehemalige Hofreite, Vorderhaus                                            | Magdalenenstraße 27 LageFlur: 2, Flurstück: 1468 | Nach dem Vorbild einer fränkischen Hofreite errichtet, Vorderhaus 1611. |                                                   | 8579 DDB   |
| Ehemalige Hofreite, Hinterhaus                                            | Ehemalige Hofreite, Hinterhaus                                            | Magdalenenstraße 27 LageFlur: 2, Flurstück: 1468 | Nach dem Vorbild einer fränkischen Hofreite errichtet, Nebengebäude 18. Jh. |                                                   | 8579 DDB   |
| weitere Bilder                                                            | Marktbrunnen                                                              | Marktplatz 1a LageFlur: 1, Flurstück: 1940/11 | |                                                   | 8580 DDB   |
| Kaufhaus Henschel & Ropertz                                               | Kaufhaus Henschel & Ropertz                                               | Marktplatz 2, 3 LageFlur: 1, Flurstück: 60/2, 64/4 | |                                                   | 8582 DDB   |
| weitere Bilder                                                            | Altes Rathaus                                                             | Marktplatz 8 LageFlur: 1, Flurstück: 86/1 | | 1590                                              | 8583 DDB   |
| Gesamtanlage Marktplatz                                                   | Gesamtanlage Marktplatz                                                   | Marktplatz 11–14 LageFlur: 1, Flurstück: 75/1, 80/1, 81/2, 85/2                                                                                        | Gebäudegruppe Wohn- und Geschäftshäuser |                                                   | 926078 DDB |
| weitere Bilder                                                            | Stadtbrunnen                                                              | Merckstraße LageFlur: 2, Flurstück: 1563/2 | |                                                   | 8518 DDB   |
| weitere Bilder                                                            | Ludwig-Georgs-Gymnasium                                                   | Nieder-Ramstädter-Straße 2 LageFlur: 1, Flurstück: 862/2                                                                                               | |                                                   | 8586 DDB   |
| Bild gesucht BW                                                           | Widmungstafel am Ludwig-Georgs-Gymnasium                                  | Nieder-Ramstädter-Straße 2 LageFlur: 1, Flurstück: 862/2                                                                                               | |                                                   | 8587 DDB   |
| weitere Bilder                                                            | Altes Pädagog                                                             | Pädagogstraße 5 LageFlur: 1, Flurstück: 780/3 | |                                                   | 8588 DDB   |
| weitere Bilder                                                            | Prinz-Georgs-Garten                                                       | Prinz-Georgs-Garten, Schlossgartenstraße 8 LageFlur: 3, Flurstück: 188/1, 188/2                                                                        | | 18. Jh.                                           | 8591 DDB   |
| Merck-Haus                                                                | Merck-Haus                                                                | Rheinstraße 9 LageFlur: 4, Flurstück: 367/1 | | 1952                                              | 926068 DDB |
| weitere Bilder                                                            | Ehemalige Wasserbauhalle der TU Darmstadt                                 | Rundeturmstraße 1 LageFlur: 1, Flurstück: 197/25 | |                                                   | 8595 DDB   |
| Schleuse des ehemaligen Gefängnisses                                      | Schleuse des ehemaligen Gefängnisses                                      | Rundeturmstraße 10 (Erich-Ollenhauer-Promenade) LageFlur: 1, Flurstück: 197/19                                                                         | |                                                   | 926104 DDB |
| Mauerreste des ehemaligen Gefängnisses                                    | Mauerreste des ehemaligen Gefängnisses                                    | Rundeturmstraße 10 (zwischen Nr. 6 und 12) LageFlur: 1, Flurstück: 197/19                                                                              | |                                                   | 926102 DDB |
| Hans-Busch-Institut der TU Darmstadt                                      | Hans-Busch-Institut der TU Darmstadt                                      | Rundeturmstraße 11, Merckstraße 25 LageFlur: 1, Flurstück: 197/25                                                                                      | | 1971/73                                           | 926096 DDB |
| Bild gesucht BW                                                           | Tunnelrest an der Stadtmauer                                              | Rundeturmstraße (vor Nr. 1) LageFlur: 1, Flurstück: 1984/3                                                                                             | |                                                   | 926101 DDB |
| Baumhaus                                                                  | Baumhaus                                                                  | Schleiermacherstraße 8 LageFlur: 3, Flurstück: 1473/3, 36/4                                                                                            | | 1973                                              | 926067 DDB |
| weitere Bilder                                                            | Pretlacksches Gartenhaus                                                  | Schlossgartenstraße 6b LageFlur: 3, Flurstück: 188/2                                                                                                   | Fünfflügliges langgestrecktes Gartenhaus, die beiden äußeren Flügel sich jeweils wiederholend. | 1711                                              | 8593 DDB   |
| weitere Bilder                                                            | Prinz-Georg-Palais (Porzellanschlösschen)                                 | Schlossgartenstraße 10 LageFlur: 3, Flurstück: 189 | | um 1710                                           | 8592 DDB   |
| Porzellanschlösschen, Remise                                              | Porzellanschlösschen, Remise                                              | Schlossgartenstraße 10 LageFlur: 3, Flurstück: 189 | Südwestliches Nebengebäude des Prinz-Georg-Palais |                                                   | 8592 DDB   |
| Porzellanschlösschen, Stallgebäude                                        | Porzellanschlösschen, Stallgebäude                                        | Schlossgartenstraße 10 LageFlur: 3, Flurstück: 189 | Südöstliches Nebengebäude des Prinz-Georg-Palais |                                                   | 8592 DDB   |
| Stadtmauer im Kongresszentrum                                             | Stadtmauer im Kongresszentrum                                             | Schlossgraben 1 LageFlur: 1, Flurstück: 197/20 | |                                                   | 926166 DDB |
| Darmstadtia                                                               | Darmstadtia                                                               | Schlossgraben 1 LageFlur: 1, Flurstück: 197/20 | Figur der Darmstadtia von Johann Baptist Scholl d. J., Original im Kongresszentrum Darmstadtium, eine Kopie im Wolfskehl´schen Park. | 1864                                              | 8589 DDB   |
| weitere Bilder                                                            | Residenzschloss                                                           | Schloss (Residenzschloss 1), Marktplatz 15 LageFlur: 1, Flurstück: 72/1                                                                                | Aus Katzenelnbogener Wasserburg um- und ausgebautes Residenzschloss (ehemaliger Wohn- und Verwaltungssitz der Landgrafschaft Hessen-Darmstadt und des Großherzogtums Hessen-Darmstadt).                                                                                  | um 1330, ab 1518, 1567, 1580, 1663 bis 1671, 1726 | 8584 DDB   |
| weitere Bilder                                                            | Brückenhaus und Brücke über den Schlossgraben                             | Schloss (Residenzschloss 1), Marktplatz 15 LageFlur: 1, Flurstück: 72/1                                                                                | |                                                   | 8584 DDB   |
| weitere Bilder                                                            | Wallhaus                                                                  | Schloss (Residenzschloss 1), Marktplatz 15 LageFlur: 1, Flurstück: 72/1                                                                                | |                                                   | 8584 DDB   |
| weitere Bilder                                                            | Gasthaus Zur Goldenen Krone                                               | Schustergasse 18 LageFlur: 1, Flurstück: 93/1 | | 1681                                              | 8597 DDB   |
| Gesamtanlage Zeughausstraße                                               | Gesamtanlage Zeughausstraße                                               | Zeughausstraße 2, 4, Friedensplatz 10 LageFlur: 4, Flurstück: 360/6-8                                                                                  | |                                                   | 8600 DDB   |

#### Mollerstadt
| Bild | Bezeichnung                                                    | Lage | Beschreibung | Bauzeit   | Objekt-Nr. |
| --- | -------------------------------------------------------------- | --- | --- | --------- | ---------- |
| weitere Bilder | Ernst-Ludwig-Pavillon                                          | Albert-Schweitzer-Anlage LageFlur: 17, Flurstück: 12/4 | |           | 8604 DDB   |
| weitere Bilder | Ehemalige Bank für Handel und Industrie                        | Am Alten Bahnhof 6 LageFlur: 4, Flurstück: 232/7 | | 1873/1874 | 8605 DDB   |
| Ehemalige Villa Merck | Ehemalige Villa Merck                                          | Annastraße 15 LageFlur: 5, Flurstück: 39/1 | | 1897/1898 | 954039 DDB |
| Denkmalgeschützte Einfriedung vor dem Haus in Darmstadt, Annastraße 15                                                                    | Einfriedung                                                    | Annastraße 15 LageFlur: 5, Flurstück: 39/1 | |           | 954039 DDB |
| Denkmalgeschützter Gedenkstein in Darmstadt, Annastraße 15. An wen oder was der Gedenkstein erinnern soll, konnte nicht ermittelt werden. | Gedenkstein                                                    | Annastraße 15 LageFlur: 5, Flurstück: 39/1 | |           | 954039 DDB |
| Denkmalgeschütztes Gebäude in Darmstadt, Annastraße 25                                                                                    | Haus Alexander Koch                                            | Annastraße 25, 25a LageFlur: 5, Flurstück: 70 | |           | 8609 DDB   |
| weitere Bilder | Mosaikpflaster                                                 | Bismarckstraße LageFlur: 4, Flurstück: 1622/1 | Ein Streifen des gründerzeitlichen mehrfarbigen Mosaikpflasters von 1892 nördlich der städtischen Kliniken auf dem breiten Gehweg. Zwei weiße Bänder leiten den Weg und begrenzen die mit graublauen Basaltsteinen bedeckte Innenfläche. Vier erhaltene dreifarbige Ornamente gliedern den Pflasterstreifen. | 1892      | 8608 DDB   |
| Feuerwehr-Schlauchturm, Wandmosaik | Feuerwehr-Schlauchturm, Wandmosaik                             | Bismarckstraße 86 LageFlur: 16, Flurstück: 14/11 | | 1953      | 926157 DDB |
| Reste der ehemaligen Liberalen Synagoge                                                                                                   | Reste der ehemaligen Liberalen Synagoge                        | Bleichstraße 19 LageFlur: 4, Flurstück: 48/23 | |           | 926158 DDB |
| Tor | Tor                                                            | Elisabethenstraße 34 LageFlur: 4, Flurstück: 758/1 | Schmiedeeisernes Gittertor an der ehemaligen Einfahrt zur Hofmöbelfabrik Alter; auf der Weltausstellung 1889 in Paris erworben. Konstruktion aus Vierkanteisenstäben, die in den Feldern zu vielfältigen Ornamenten gebogen sind, denen Blätter, Blüten und Rosetten entspringen. | um 1889   | 8610 DDB   |
| ehemalige Materialprüfungsanstalt | ehemalige Materialprüfungsanstalt                              | Grafenstraße 2 LageFlur: 4, Flurstück: 2/18 | |           | 926064 DDB |
| weitere Bilder | Frauenklinik                                                   | Grafenstraße 9 LageFlur: 4, Flurstück: 48/23 | Einer von fünf sog. „Meisterbauten“, Architekten Otto Bartning und Otto Dörzbach, 1951–54. Sechsgeschossiges Staffelgeschossgebäude mit Satteldach. Gestaltprägend ist die Sichtbarmachung der unterschiedlichen Zimmertiefen nach außen, das an der Kopfseite vorgerückte Treppenhaus, das zurückgesetzte Dachgeschoss mit umlaufenden Balkonen und die feingliedrige Fassadenteilung. Typisches Beispiel für die Architektur der 1950er Jahre in Darmstadt. | 1951–54   | 8611 DDB   |
| Stadthaus | Stadthaus                                                      | Grafenstraße 30, Elisabethenstraße 25 LageFlur: 4, Flurstück: 725/9                                                                                             | | 1958      | 926069 DDB |
| Sogenannte Büchner-Mauer | Sogenannte Büchner-Mauer                                       | Grafenstraße 39 LageFlur: 4, Flurstück: 690/2 | |           | 8612 DDB   |
| Landhaus | Landhaus                                                       | Heinrichstraße 18 LageFlur: 4, Flurstück: 1049 | | um 1865   | 8613 DDB   |
| Nebengebäude | Nebengebäude                                                   | Heinrichstraße 18 LageFlur: 4, Flurstück: 1049 | |           | 8613 DDB   |
| Nebengebäude | Nebengebäude                                                   | Heinrichstraße 18 LageFlur: 4, Flurstück: 1049 | |           | 8613 DDB   |
| Villa | Villa                                                          | Herdweg 74 LageFlur: 7, Flurstück: 431/1 | | um 1893   | 8614 DDB   |
| Bild gesucht BW | Treppenhaus Glasfenster                                        | Fritz-Bauer-Straße 1 LageFlur: 17, Flurstück: 60/10 | | 1925–26   | 926062 DDB |
| Doppelvilla | Doppelvilla                                                    | Fritz-Bauer-Straße 9, 11 LageFlur: 17, Flurstück: 61/2, 61/3 | | 1925–26   | 8615 DDB   |
| Wohnhaus | Wohnhaus                                                       | Fritz-Bauer-Straße 15 LageFlur: 17, Flurstück: 61/5 | | 1926–27   | 8617 DDB   |
| weitere Bilder | Friedenskirche                                                 | Fritz-Bauer-Straße 30 LageFlur: 17, Flurstück: 11/5 | | 1963–65   | 8618 DDB   |
| Ehemalige Dragonerkaserne | Ehemalige Dragonerkaserne                                      | Fritz-Bauer-Straße 36 LageFlur: 17, Flurstück: 16/26 | |           | 8619 DDB   |
| weitere Bilder | Viktoriaschule                                                 | Hochstraße 44 LageFlur: 7, Flurstück: 601/5 | | 1896–98   | 8620 DDB   |
| Volksbank | Volksbank                                                      | Hügelstraße 8, 16 LageFlur: 1, Flurstück: 825/10 | | 1904–07   | 8621 DDB   |
| Wandmosaik | Wandmosaik                                                     | Karlstraße 55 LageFlur: 5, Flurstück: 1189/3 | | 1957      | 8622 DDB   |
| Laubenganghaus | Laubenganghaus                                                 | Karlstraße 72, 74 LageFlur: 5, Flurstück: 255/13 | | 1959–60   | 926071 DDB |
| Bild gesucht BW | Gesamtanlage Kennedyplatz                                      | Kasinostraße 1, 2, 3, 5, Rheinstraße 34, 35, 37, 39, 41, 41a, 45 LageFlur: 4, Flurstück:                                                                        | |           | 926063 DDB |
| John-F.-Kennedy-Haus | John-F.-Kennedy-Haus                                           | Kasinostraße 3 LageFlur: 4, Flurstück: 284/1 | | 1951      | 8623 DDB   |
| Ehemalige Reichsbank | Ehemalige Reichsbank                                           | Kasinostraße 5 LageFlur: 4, Flurstück: 283 | | 1904      | 8624 DDB   |
| weitere Bilder | Dragonerdenkmal                                                | Landgraf-Philipps-Anlage LageFlur: 17, Flurstück: 7/4 | | 1927      | 8626 DDB   |
| weitere Bilder | Bismarckdenkmal                                                | Ludwigsplatz LageFlur: 4, Flurstück: 1334/1 | | 1906      | 8627 DDB   |
| weitere Bilder | Gesamtanlage Luisenplatz                                       | Luisenplatz, Luisenstraße, Rheinstraße, Wilhelmstraße LageFlur: 4, Flurstück:                                                                                   | |           | 8628 DDB   |
| weitere Bilder | Ludwigsmonument, Sogenannter Langer Ludwig                     | Luisenplatz LageFlur: 4, Flurstück: 1250/2, 1251 | Säulendenkmal für Großherzog Ludwig I. | 1841–44   | 8630 DDB   |
| Brunnenschale | Brunnenschale                                                  | Luisenplatz LageFlur: 4, Flurstück: 1249 | | 1908      | 8634 DDB   |
| Brunnenschale | Brunnenschale                                                  | Luisenplatz LageFlur: 4, Flurstück: 433/15 | | 1908      | 8634 DDB   |
| weitere Bilder | Justus-Liebig-Denkmal                                          | Luisenplatz LageFlur: 4, Flurstück: 1262 | | 1913      | 8631 DDB   |
| weitere Bilder | Ehemaliges Kollegienhaus                                       | Luisenplatz 2 LageFlur: 4, Flurstück: 350 | | 1777–80   | 8633 DDB   |
| Neues Kanzleigebäude | Neues Kanzleigebäude                                           | Luisenplatz 2 LageFlur: 4, Flurstück: 350 | | 1825      | 8642 DDB   |
| Wandbild | Wandbild                                                       | Martinstraße 8 LageFlur: 7, Flurstück: 487/3 | | 1954      | 8635 DDB   |
| weitere Bilder | Mathildenplatz                                                 | Mathildenplatz LageFlur: 4, Flurstück: 1210, 1258/4 | |           | 8636 DDB   |
| Abt-Vogler-Denkmal | Abt-Vogler-Denkmal                                             | Mathildenplatz LageFlur: 4, Flurstück: 1258/4 | |           | 8637 DDB   |
| weitere Bilder | Löwenbrunnen                                                   | Mathildenplatz LageFlur: 4, Flurstück: 1210 | |           | 8639 DDB   |
| weitere Bilder | Amtsgericht                                                    | Mathildenplatz 12 LageFlur: 3, 4, Flurstück: 1480, 64/4, 1206/1                                                                                                 | | 1903–05   | 8640 DDB   |
| weitere Bilder | Landgericht                                                    | Mathildenplatz 13 LageFlur: 4, Flurstück: 1/3 | | 1872–74   | 8641 DDB   |
| Ehemalige sogenannte Großherzogliche Centralstelle für Gewerbe                                                                            | Ehemalige sogenannte Großherzogliche Centralstelle für Gewerbe | Neckarstraße 3 LageFlur: 4, Flurstück: 542/20 | | 1893–95   | 8643 DDB   |
| Verwaltungsgebäude | Verwaltungsgebäude                                             | Neckarstraße 8, 10 LageFlur: 4, Flurstück: 535/4 | |           | 952243 DDB |
| Gesamtanlage Nieder-Ramstädter-Straße | Gesamtanlage Nieder-Ramstädter-Straße                          | Nieder-Ramstädter-Straße 23–37 (ungrd.), Kiesstraße 36–44 (grd.), Hoffmannstraße 1–5 (ungrd.) Lage                                                              | |           | 8644 DDB   |
| Säulenpaar | Säulenpaar                                                     | Rheinstraße LageFlur: 16, Flurstück: 287/1 | |           | 8649 DDB   |
| Bild gesucht BW | Kühlkeller                                                     | Rheinstraße 22 LageFlur: 4, Flurstück: 485/1 | |           | 950312 DDB |
| Moller-Haus | Loge                                                           | Sandstraße 10 LageFlur: 4, Flurstück: 932/3 | Gebäude für die Loge „Johannes der Evangelist zur Eintracht“ | 1817–18   | 8647 DDB   |
| Bild gesucht BW | Gesamtanlage Schulstraße                                       | An der Stadtkirche 5, 6, Karlstraße 1, 3, Kirchstraße 1, Ludwigsplatz 8a, Schulstraße 1–16, 18 Lage                                                             | |           | 926075 DDB |
| Gesamtanlage Steubenplatz | Gesamtanlage Steubenplatz                                      | Fritz-Bauer-Straße 1, Landgraf-Philipps-Anlage 32, 34, 36, Rheinstraße 50, 53, 56, Steubenplatz 1–3 Lage                                                        | |           | 926061 DDB |
| Kunsthalle Darmstadt | Kunsthalle                                                     | Steubenplatz 1 LageFlur: 16, Flurstück: 287/4 | |           | 8648 DDB   |
| Wilhelminenplatz, Mosaikpflaster | Wilhelminenplatz, Mosaikpflaster                               | Wilhelminenplatz LageFlur: 4, Flurstück: 1332 | | 1904      | 8651 DDB   |
| weitere Bilder | Alice-Denkmal                                                  | Wilhelminenplatz LageFlur: 4, Flurstück: 1332 | | 1902      | 8653 DDB   |
| weitere Bilder | Kirche St. Ludwig                                              | Wilhelminenplatz 18 LageFlur: 4, Flurstück: 924 | | 1822–27   | 8652 DDB   |
| Wilhelminenstraße | Wilhelminenstraße                                              | Wilhelminenstraße, Wilhelminenplatz LageFlur: 4, 5, Flurstück: 1246, 1250/1, 1255, 1274/12, 1278/4, 1343/3, 1361, 1362, 1087, 1088, 1107/2, 172/2, 173/1, 173/2 | |           | 8655 DDB   |
| Wohn- und Geschäftshaus | Wohn- und Geschäftshaus                                        | Wilhelminenstraße 15 LageFlur: 4, Flurstück: 704 | |           | 952845 DDB |
| weitere Bilder | Ladenfassade                                                   | Wilhelminenstraße 21 LageFlur: 4, Flurstück: 710/1 | |           | 8654 DDB   |
| weitere Bilder | Ehemaliges Prinz-Karls-Palais                                  | Wilhelminenstraße 34 LageFlur: 5, Flurstück: 32/1 | | 1834–36   | 8656 DDB   |
| Haus Finkeissen | Haus Finkeissen                                                | Wilhelminenstraße 50 LageFlur: 5, Flurstück: 212/3 | | 1955      | 8657 DDB   |